# Susan Chepkemei
Susan Chepkemei (* 25. Juni 1975 in Komol, West Pokot District, Rift Valley) ist eine ehemalige kenianische Langstrecken- und Crossläuferin, die ihre größten Erfolge im Halbmarathon und Marathon hatte.

## Werdegang
1998 wurde sie auf Anhieb Zweite beim Berlin-Marathon. Im Jahr darauf belegte sie denselben Platz beim Rotterdam-Marathon, siegte beim Paderborner Osterlauf auf der Halbmarathon-Distanz und stellte bei den 25 km von Berlin den immer noch gültigen Streckenrekord von 1:24:29 h auf.
2000 wurde sie Dritte bei den Crosslauf-Weltmeisterschaften in Vilamoura und Zweite bei den Halbmarathon-Weltmeisterschaften in Veracruz (denselben Platz belegte sie bei diesem Wettbewerb dann auch in den beiden darauffolgenden Jahren).
2001 siegte sie beim Rotterdam-Marathon und wurde Zweite beim New-York-City-Marathon. 2002 wurde sie Afrikameisterin im 10.000-Meter-Lauf und Zweite bei den Commonwealth Games über dieselbe Distanz. Dreimal in Folge, von 2001 bis 2003, siegte sie beim Tilburg Ladies Run 10 K.
2004 lieferte sie sich beim New-York-City-Marathon einen packenden Kampf mit Paula Radcliffe und wurde mit nur vier Sekunden Rückstand Zweite. Im Jahr darauf wurde sie Dritte beim London-Marathon sowie bei den Halbmarathon-Weltmeisterschaften in Edmonton und musste sich beim New-York-City-Marathon nur Jeļena Prokopčuka geschlagen geben.
2006 stellte sie als Dritte beim London-Marathon ihre persönliche Bestzeit von 2:21:46 h auf. 

### Dopingsperre 2007
Im September 2007 wurde Chepkemei bei einem Dopingtest positiv auf Salbutamol getestet und für ein Jahr gesperrt.
Susan Chepkemei ist 1,64 Meter groß und wiegt 48 kg und ist die älteste von acht Geschwistern.